# Stanisław Lisowski (botanik)
Stanisław Lisowski (ur. 11 lutego 1924 w Wilnie, zm. 2 maja 2002 w Poznaniu) – polski botanik, pracownik naukowy Uniwersytetu im. Adama Mickiewicza w Poznaniu.

## Życiorys
W czasie II wojny światowej pracował jako robotnik przymusowy w Niemczech. Za próbę ucieczki został w 1943 osadzony w obozie koncentracyjnym w Natzweiler-Struthof, gdzie doczekał końca wojny. Następnie powrócił do Polski, w 1948 ukończył liceum w Sulechowie. W latach 1948–1952 studiował biologię na Wydziale Matematyczno-Przyrodniczym Uniwersytetu Poznańskiego. Pracę magisterską „Wpływ substancji grzybo- i owadobójczych na plazmę łuski cebuli (Allium cepa) i skórki owocu Symphoricarpos racemosus” napisał pod kierunkiem Jerzego Czosnowskiego. W latach 1951–1955 pracował w Wyższej Szkole Rolnicznej w Poznaniu, od 1956 w Zakładzie Systematyki i Geografii Roślin UAM w Poznaniu. W 1958 obronił pracę doktorską „Mchy Bieszczadów Zachodnich” napisaną pod kierunkiem Zygmunta Czubińskiego. W 1966 habilitował się na podstawie pracy „Charakterystyka bryologiczna wysokogórskich zespołów murawowych Tatr Zachodnich”. W 1979 otrzymał tytuł profesora nadzwyczajnego, w 1989 profesora zwyczajnego.
W swoich badaniach zajmował się m.in. briologią, publikował w serii „Bryotheca Polonica” (1956-1966). W latach 60-80. wielokrotnie wyjeżdżał do Afryki, pracował m.in. w Gwinei (1961-1963 i 1967), Zairze (1968-1978 i 1980-1983) i Czadzie (1984-1985). Zajmował się wówczas roślinnością obszarów zwrotnikowych.
Jego nazwisko upamiętniono w 41 nazwach roślin okrytozalążkowych, porostów, mchów i wątrobowców.
Był odznaczony Krzyżem Kawalerskim (1980) Orderu Odrodzenia Polski, w 1987 otrzymał Medal Komisji Edukacji Narodowej. W 1992 został wyróżniony Medalem im. Władysława Szafera.